# 股ずれ
股ずれ（またずれ）は、主に大腿部の内側同士が歩行するたびにこすれ合う身体現象である。

## 概要
大腿部が太めにできている場合、歩くたびに両足の股間側の余分な脂肪が摩擦する現象であり、多くの場合は、一定期間の間に摩耗によってズボンやパンツといった衣類の股間部に穴を開けて着用不能にしてしまったり、より深刻な場合は、特に汗のかきやすい夏に摩擦によって皮がむけて皮膚炎まで引き起こす。主に肥満体型の人に多く見られる悩ましい現象であるが、そうでなくても大腿部が太い体質の人やX脚気味の人も引き起こすことがある。潤滑性の高いジャージーやウィンドブレーカーなどを着用することである程度防止することができる。